# میگل مونیوز
میگل مونیوز (انگلیسی: Miguel Muñoz ؛زادهٔ ۱۹ ژانویهٔ ۱۹۲۲ – درگذشتهٔ ۱۶ ژوئیهٔ ۱۹۹۰) بازیکن و مربی فوتبال اهل اسپانیا بود. او با کسب ۹ عنوان قهرمانی لا لیگا، پر افتخارترین مربی تاریخ این رقابت‌ها است.
مونیوز در دوران بازی در پست هافبک بازی می‌کرد؛ او بیشتر دوران بازی خود را در رئال مادرید سپری کرد و پس از آن به مربیگری روی آورد. او یکی از موفق‌ترین و برجسته‌ترین مربیان تاریخ فوتبال است. او موفق شد رئال مادرید را به ۲ مقام قهرمانی جام باشگاه‌های اروپا و ۹ عنوان قهرمانی لا لیگا برساند. مونیوز بعدها به مدت شش سال هدایت تیم ملی فوتبال اسپانیا را بر عهده گرفت و موفق شد این تیم را به فینال جام ملت‌های اروپا ۱۹۸۴ برساند.

## افتخارات

### بازیکن
رئال مادرید
- لا لیگا: ۵۴–۱۹۵۳، ۵۵–۱۹۵۴، ۵۷–۱۹۵۶، ۵۸–۱۹۵۶
- جام لاتین: ۱۹۵۵، ۱۹۵۷
- جام باشگاه‌های اروپا: ۵۶–۱۹۵۵، ۵۷–۱۹۵۶، ۵۸–۱۹۵۷

### مربی
رئال مادرید
- لا لیگا: ۶۱–۱۹۶۰، ۶۲–۱۹۶۱، ۶۳–۱۹۶۲، ۶۴–۱۹۶۳، ۶۵–۱۹۶۴، ۶۷–۱۹۶۶، ۶۸–۱۹۶۷، ۶۹–۱۹۶۸، ۷۲–۱۹۷۱
- کوپا دل ری: ۶۲–۱۹۶۱، ۷۰–۱۹۶۹
- جام باشگاه‌های اروپا: ۶۰–۱۹۵۹، ۶۶–۱۹۶۵
- جام بین قاره‌ای: ۱۹۶۰
- جام برندگان جام اروپا، نایب قهرمان: ۷۱–۱۹۷۰

اسپانیا
- جام ملت‌های اروپا، نایب قهرمان: ۱۹۸۴

### افتخارات فردی
- چهاردهمین مربی برتر تاریخ به انتخاب فرانس فوتبال: ۲۰۱۹[۲]